# جوکر (ورق)

یک کارت جوکر

کارت جوکر یا دلقک یکی از کارت های ورق‌های بازی است که در برخی بازی‌های ورق بازی به کار می‌رود. در هر دسته ورق معمولاً دو عدد جوکر وجود دارد؛ یکی به رنگ قرمز و دیگری مشکی. البته گاهی از جوکر به‌عنوان جایگزینی برای کارت‌های گمشده یا پاره شده استفاده می‌شود.
در بیشتر بازی‌ها، استفاده کردن یا نکردن از ورق جوکر، بستگی به نظر جمع داشته و می‌توان آن را کنار گذاشت، مانند بازی شلم. در برخی بازی‌ها مانند ریم و بلوف، کارت جوکر می‌تواند به صورت اختیاری به بازی اضافه شود و به جای هر کارت دیگری استفاده شود. اما در بعضی بازی‌ها، حضور این ورق الزامی بوده و نقش بسیار مهمی دارد.
بعضی از بازی‌هایی که جوکر نقش مهمی در آن‌ها دارند: رامی هندی، قهوه، شیطانک و... .

## شکل ظاهری جوکر
جوکرها هیچ ظاهر استانداردی در صنعت تولید کارت ندارند. هر شرکت تصاویر مربوط به کارت خود را تولید می‌کند. ناشران کارت‌های بازاری، جوکر انحصاری خود را دارند. این جوکرها معمولاٌ یک اثر هنری منحصر به فرد هستند که اغلب منعکس کننده فرهنگ معاصر است. به صورت قراردادی، جوکرها معمولاٌ به شکل دلقک تصویر می‌شوند. معمولاً در هر دست ورق دو جوکر وجود دارد که اغلب تفاوت مشخصی دارند. به عنوان مثال، شرکت کارت بازی ایالات متحده (USPCC) ضمانت نامه شرکت خود را فقط بر روی یکی از جوکرها چاپ می‌کند. بعضی اوقات، جوکرها هر کدام از رنگی خواهند بود که با رنگ‌های مورد استفاده در خال‌های ورق مطابقت داشته باشد؛ به عنوان مثال، یک جوکر قرمز و یک جوکر سیاه در بازی وجود خواهد داشت. در بازی‌هایی که جوکرها ممکن است نیاز به مقایسه داشته باشند، جوکر قرمز، رنگی و به لحاظ ظاهری بزرگ‌تر، معمولاً از جوکر سیاه تک رنگ و کوچک‌تر پیشی می‌گیرد. اگر رنگ جوکرها مشابه باشد، جوکر بدون ضمانت از جوکر دارای گارانتی پیشی می‌گیرد. در جوکرهای قرمز و سیاه، جوکر قرمز را می‌توان به عنوان دل/خشت و سیاه را به طور جایگزین به عنوان پیک/گیشنیز در نظر گرفت. سازمان استاندارد جهانی برای کارت‌های بازی، نمادهایی را برای سه جوکر ارائه کرده است: قرمز، سیاه و سفید.
در بسیاری از ورق‌ها، کارت جوکر دارای نشانگر گوشه کارت نیست. ورق‌هایی که این نشانگر را دارند معمولاٌ از یک ستاره ساده استفاده می‌کنند؛ مانند آنچه در کارت‌های زنبور نشان (Bee cards) دیده می‌شود. روش معمول دیگر این است که ورق‌ها به سادگی کلمه "JOKER" را در گوشه کارت چاپ کنند. کارت‌های شرکت بایسیکل (bicycle cards) از حروف " US " به عنوان شاخص جوکر استفاده می‌کنند.